# El secret (telefilm)
El secret (títol original en alemany, Das Geheimnis) és un telefilm alemany del 2019 dirigit per Peter Stauch. És el tercer episodi de la sèrie de l'ARD Doctora al paradís, protagonitzada per Anja Knauer com la doctora Filipa Wagner. Es va estrenar a Alemanya el 4 de gener de 2019 a la franja Endlich Freitag im Ersten. S'ha doblat al valencià per a À Punt, que va emetre'l el 18 d'agost de 2024.
En aquesta nova entrega de la sèrie, la vida de la doctora Filipa Wagner a l'illa és cada vegada més alegre. La seua relació amb Daniel va en progrés, si bé ell encara ha de lluitar contra el record de la mort de la seua dona, i més ara que la sogra es presenta a l'illa.
La pel·lícula es va filmar amb el títol provisional de Geheimnisse a Maurici juntament amb el quart episodi La decisió des del 22 de maig de 2018 fins al 18 de juliol del mateix any. Va ser produïda per Tivoli Film en col·laboració amb Two Oceans Production.
La primera emissió a ARD el 4 de gener de 2019 va ser vista per 4,13 milions d'espectadors, cosa que va representar una quota d'audiència del 13,6%.